# أخزيا ملك إسرائيل
أخزيا بن أخاب (بالعبرية: אֲחַזְיָה‏)، (باليونانية: Ὀχοζίας)‏، هو الملك الثامن لمملكة إسرائيل الشمالية القديمة وابن الملك أخاب والملكة إيزابل، حكم من السامرة لمدة سنتين فقط. أرخ ويليام أولبرايت عهده من 850 إلى 849 قبل الميلاد، في حين أرخ إدوين ثيلي عهده من 853 إلى 852 قبل الميلاد.
انتقده سفر الملوك الثاني لاتباعه طرق والده أخآب وأمه إيزابل، وأنه سار «على خطى يربعام». يلاحظ المعلق التوراتي ألبرت بارنز أن عبارة «على خطى والدته» لم تُذكر في أي مكان آخر في الكتاب العبري، وتوضح الشعور القوي لكاتب سفر الملوك فيما يتعلق بتأثير إيزابل.

## حكمه
في عهده ثار الموآبيون ضد حكمه، وهذا الحدث مُسجًّل على نقش ميشع باللغة المؤابية.
اتحد أخزيا مع يهوشافاط ملك يهوذا، من أجل بناء أسطول من السفن التجارية، ولكن السفن تحطمت في عصيون جابر، فاقترح أخزيا على يهوشافاط أن يحاولا القيام بهذا العمل مرة أخرى، ولكن يهوشافاط رفض ذلك بناء على تحذير واحد من الأنبياء.
يذكر الكتاب العبري قصة عن موته أنه سقط أخزيا من نافذة قصره، فأرسل رسلًا إلى بعل زيب، إله عقرون بشأن تعافيه من آثار السقوط، فقابل النبي إيليا الرسل، وأخبرهم أنه لن ينهض من سريره وسيموت.
مات أخزيا ولم يكن له ابن، وخلفه أخاه الأصغر يهورام.